# Премия Хросвиты
Премия Хросвиты (нем. Roswitha-Preis) — немецкая литературная премия, которая присуждается исключительно женщинам. Названа в честь Хросвита Гандерсгеймская, первая немецкая поэтесса и первым европейским драматургом со времён Античности. Премия вручается городом Бад-Гандерсхаймом за выдающиеся достижения в области литературы. C 1973 по 1996 г. называлась «Памятная медаль имени Розвиты» (нем. Roswitha-Gedenkmedaille), а с тех пор — премия Хросвиты. Сумма вознаграждения ныне составляет 5 500 евро.

## Лауреаты
- 1973 Мария Луиза Кашниц
- 1974 Хильде Домин
- 1975 Ильзе Айхингер
- 1976 Элизабет Борчерс
- 1977 Дагмар Ник
- 1978 Эльфриде Елинек
- 1979 Луизе Ринзер
- 1980 Роза Ауслендер
- 1981 Хильде Шпиль
- 1982 Фридерика Майрёккер
- 1983 Сара Кирш
- 1984 Грета Шун
- 1985 Ирмтрауд Моргнер
- 1986 Улла Хан
- 1987 Ирина Корщунова
- 1988 Герлинд Рейнсхаген
- 1989 Хельга М. Новак
- 1990 Герта Мюллер
- 1991 не присуждена
- 1992 Хельга Кенигсдорф
- 1993 Криста Рейниг
- 1994 Моника Марон
- 1995 Либуше Моникова
- 1996 Гизела фон Высоцки
- 1997 не присуждена
- 1998 Карола Стерн
- 1999 Биргит Вандербеке
- 2000 Сильвия Бовеншен
- 2001 Эрика Фукс
- 2002 Катя Ланге-Мюллер
- 2003 Антье Равич Штрубель
- 2004 Анжелика Клюссендорф
- 2005 Юлия Франк
- 2006 Рут Клюгер
- 2007 Фелиситас Хоппе
- 2008 Корнелия Функе
- 2009 не присуждена
- 2010 Анна Катарина Хан
- 2011 Ольга Борисовна Мартынова
- 2012 Эльке Эрб
- 2013 Ульрике Дреснер
- 2014 Гертруда Лойтенеггер
- 2015 Габриэле Геттл
- 2016 Нора Боссонг
- 2017 Петра Морсбах
- 2018 Тереция Мора
- 2019 Моника Ринк
- 2020 Ульрике Альмут Сандиг